# Bauasitu
Bauasitu (Ba'u-asītu) foi uma princesa da Babilônia, filha de Nabucodonosor II.